# Löddeköpinge socken
Löddeköpinge socken i Skåne ingick i Harjagers härad, ingår sedan 1974 i Kävlinge kommun och motsvarar från 2016 Löddeköpinge distrikt.
Socknens areal är 19,47 kvadratkilometer varav 19,28 land. År 2000 fanns här 5 719 invånare.  Tätorten Sandskogen, orten Vikhög samt tätorten Löddeköpinge med sockenkyrkan Löddeköpinge kyrka ligger i socknen. 

## Administrativ historik
Socknen har medeltida ursprung. 
Vid kommunreformen 1862 övergick socknens ansvar för de kyrkliga frågorna till Löddeköpinge församling och för de borgerliga frågorna bildades Löddeköpinge landskommun. Landskommunen utökades 1952 och uppgick 1974 i Kävlinge kommun. Församlingen uppgick 2002 i Löddebygdens församling.
1 januari 2016 inrättades distriktet Löddeköpinge, med samma omfattning som församlingen hade 1999/2000.  
Socknen har tillhört län, fögderier, tingslag och domsagor enligt vad som beskrivs i artikeln Harjagers härad. De indelta soldaterna tillhörde Norra skånska infanteriregementet, Onsjö kompani.

## Geografi
Löddeköpinge socken ligger sydost om Landskrona, nordväst om Lund vid Öresund, Lommabukten med Kävlingeån i söder. Socknen är en odlad slättbygd.
Socknen avgränsas i söder av Lödde å, i nordväst av Barsebäcks socken, i norr av Västra Karaby socken och i öster av Högs socken.
Motorvägen E6/E20 genomkorsar socknen i nord-sydlig riktning. Väster om motorvägen ligger de mindre orterna Sandskogen och Lyckehusen. Längst ut mot Öresund, på en udde, ligger Vikhög, som är ett gammalt fiskeläge med gravhögar. Nära kusten ligger även Löddesborg, som är en herrgård.
År 1930 hade socknen 1 396 hektar åker samt 101 hektar skogs- och hagmark.

## Fornlämningar
Drygt 40 boplatser från stenåldern är funna. Från bronsåldern finns cirka 25 gravhögar.

## Namnet
Namnet skrevs i mitten av 1300-talet Loddækøpingh och kommer från kyrkbyn. Efterleden innehåller köping, 'handelsplats'. Förleden innehåller namnet på ån, Lödde å..